# 노린 내쉬

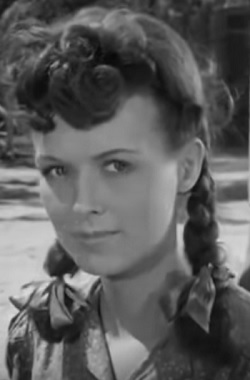
노린 내쉬(1945년)

노린 내쉬(Noreen Nash, 1924년 4월 4일~2023년 6월 6일)는 미국의 배우, 텔레비전 배우, 영화배우이다.
웨나치에서 태어났다.

## 출연

### 영화
- 론 레인저와 잃어버린 황금의 도시(1958년)
- 자이언트(1956년)
- 팬텀 프럼 스페이스(1953년)
- Monsieur Beaucaire(1946년)
- 남쪽 사람(1945년)
- 미트 더 피플(1944년)
- 걸 크레이지(1943년)